# Semiothisa feraliata
Semiothisa feraliata är en fjärilsart som beskrevs av Achille Guenée 1858. Semiothisa feraliata ingår i släktet Semiothisa och familjen mätare. Inga underarter finns listade i Catalogue of Life.